# فالنتين شميركوفسكي

## حياته
فالنتين شميركوفسكي الملقب ب (Val) هو راقص أوكراني أمريكي ولد في مدينة أوديسا في أوكرانيا 24/مارس/1986 ، وهو الشقيق الأصغر للراقص اللاتيني المشهور مكسيم شميركوفسكي .
اكتشف حبه للرقص في سن السابعة ، و هو بطل العالم في الرقص اللاتيني لمرتين ، وبطل الولايات المتحدة 14 مرة في الرقص اللاتيني .

## شهرته
حظي فالنتين بشهرة واسعة عند مشاركته في برنامج رقص النجوم الرقص مع النجوم في نسخته الأمريكية الذي تعرضه قناة هيئة الإذاعة الوطنية في عدة مواسم حيث فاز في الموسم العشرون بالمركز الأول إلى جانب شريكته في الرقص الممثلة والمغنية الأمريكية رومر ويليس .

## روابط خارجية
- فالنتين شميركوفسكي على موقع IMDb (الإنجليزية)
- فالنتين شميركوفسكي على موقع قاعدة بيانات الفيلم (الإنجليزية)